# Premi Internacional Julio González
El Premi Internacional Julio González és un guardó artístic creat l'any 2000 per la Generalitat Valenciana i l'IVAM. El premi és una estatueta fundida en bronze de Juli González, qui dona nom al guardó. S'entregava anualment fins a l'any 2016, moment en el qual passa a ser bienal.
Entre els guardonats s'hi troben Cy Twombly, Anish Kapoor, Georg Baselitz, Miquel Navarro, Christian Boltanski, Annette Messager, Mona Hatoum, i Carmen Calvo.

## Llista de guardonats
| Any  | Artista             |
| ---- | ------------------- |
| 2000 | Georg Baselitz      |
| 2001 | Cy Twombly          |
| 2002 | Anish Kapoor        |
| 2003 | Markus Lüpertz      |
| 2004 | Robert Rauschenberg |
| 2005 | Anthony Caro        |
| 2006 | Pierre Soulages     |
| 2007 | Miquel Navarro      |
| 2008 | Desert              |
| 2009 | Frank Stella        |
| 2010 | Jasper Johns        |
| 2011 | Robert Morris       |
| 2012 | Bernar Venet        |
| 2013 | Cindy Sherman       |
| 2014 | Christian Boltanski |
| 2015 | Desert              |
| 2016 | Andreu Alfaro       |
| 2018 | Annette Messager    |
| 2020 | Mona Hatoum         |
| 2022 | Carmen Calvo        |